# Copacabana Palace
Koordinaten: 22° 58′ 2″ S, 43° 10′ 44″ W
Das Copacabana Palace ist ein Grand Hotel in Rio de Janeiro im Stadtteil Copacabana.
Das Gebäude im Stil des Art déco wurde nach Entwürfen von Joseph Gire von den Geschäftsleuten Octavian Guinle und Francisco Castro Silva zwischen 1919 und 1923 gebaut.

## Lage

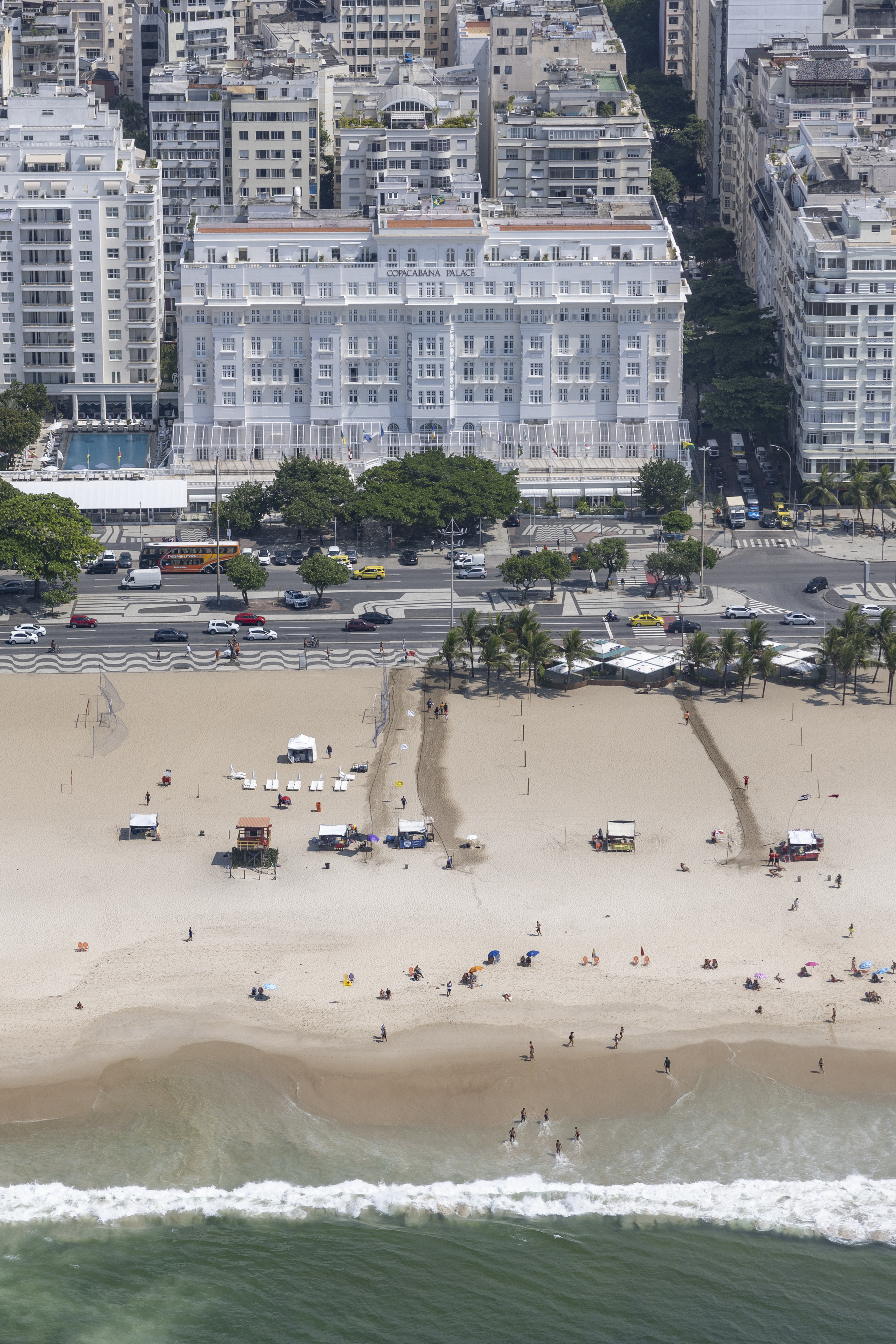
Das Hotel im Kontext seiner Lage direkt am Strand

Das Hotel ist zentral am breiten Abschnitt des Atlantikstrands von Copacabana und Leme gelegen, auf den man über die Avenida Atlântica, die Strandpromenade, gelangt. Außer weiteren Hotels finden sich in den umliegenden Straßenzügen Souvenirläden.

## Ausstattung

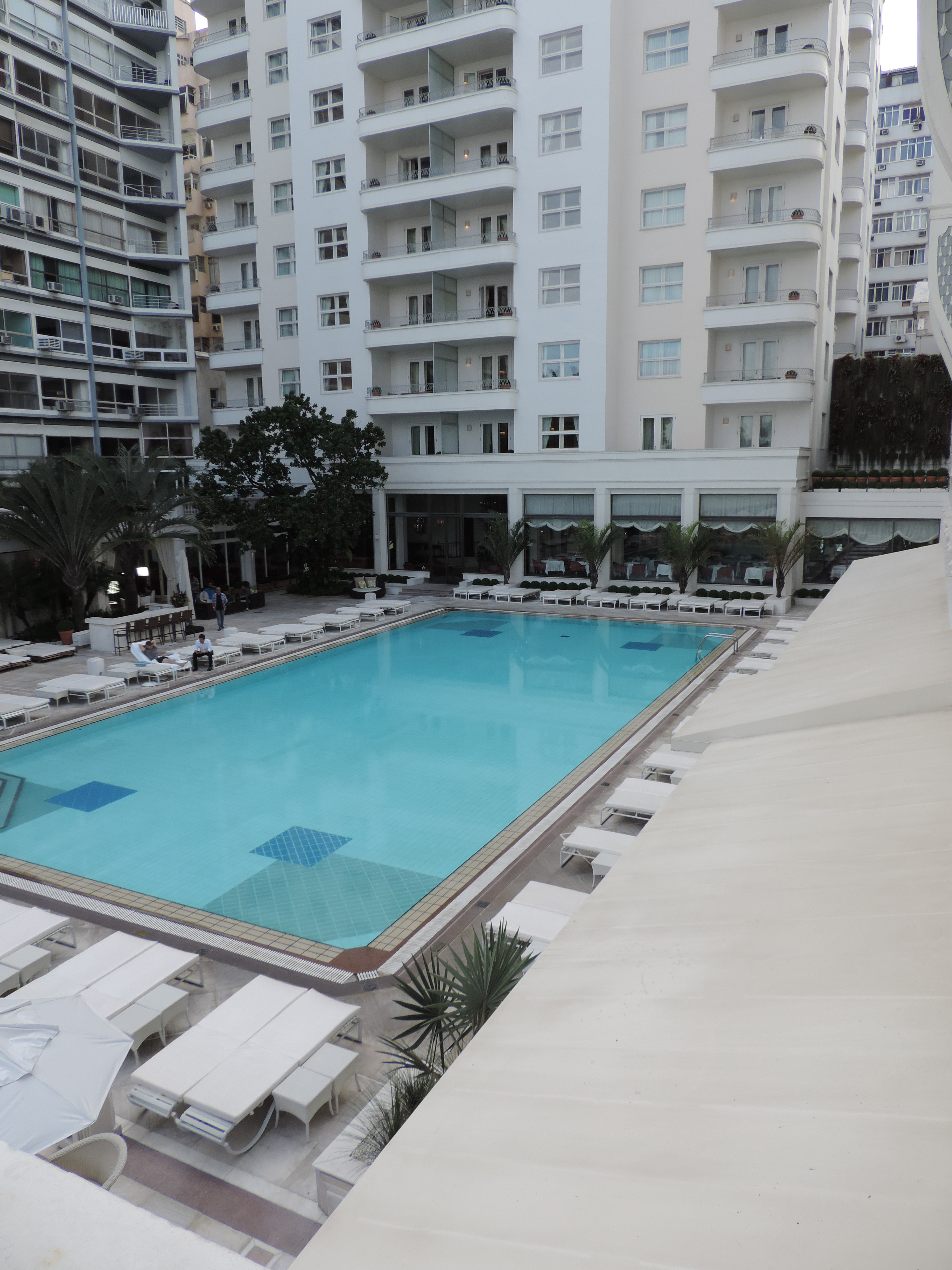
Hotelpool

Das Copacabana Palace, das zum früher als Orient-Express Hotels Ltd. bekannten britischen Unternehmen Belmond Ltd. seit 2018 eine Tochtergesellschaft der LVMH gehört, hat 241 Gästezimmer.
Es gibt drei Restaurants (das Cipriani mit italienischer Küche, das Mee mit asiatischer Küche sowie das Pergula mit brasilianischer Küche), einen Hotelpool sowie eine Bar im britischen Stil (Copacabana Piano Bar). Im ersten Stock befinden sich Veranstaltungsräume, die zusammen für 1000 Personen Kapazität haben. Des Weiteren gibt es einen Spa und Ladengeschäfte einschließlich Reisebüro sowie einen Tenniscourt.

## Film
Im Hotel wurde 1933 der Film Flying Down to Rio gedreht.

## Prominente Gäste
Zahlreiche Prominente aus Kultur und Politik waren Gäste im Hotel: Ella Fitzgerald, Marlene Dietrich, Orson Welles
sowie Igor Stravinsky, Stefan Zweig, Henry Fonda, Errol Flynn, John Wayne, Ava Gardner und viele andere. Seit 2018 wohnt die Sambalegende Jorge Ben Jor permanent in dem Luxushotel.